# Harald Kesja
Harald kesja Eriksen (apodado La Lanza, 1080-1135), más conocido por su apodo Harald Kesja, fue uno de los hijos de Erico I de Dinamarca fruto de su relación con una concubina. Regente del reino entre 1103 y 1104 durante la peregrinación de su padre a Jerusalén acompañado del arzobispo Asser de Lund.
Durante su regencia mostró valentía, pero también una personalidad perversa, revelando una crueldad y violencia inusitada desde su fortaleza de Haraldsborg en Roskilde. Fue un periodo que contribuyó posteriormente a que no fuera elegido rey de Dinamarca al morir Erico I en 1103 y que su tío Nicolás recibiera la corona en 1104.
En 1132 se alió con su medio hermano, Eric Emune, con el objeto de vengar la muerte de su hermano Canuto Lavard, pero más tarde se opuso a Magnus Nilsson por sus deseos de aspirar al trono danés. A partir de entonces intentó ganar prestigio autoproclamándose rey como Harald IV de Dinamarca y consiguió el apoyo de Jutlandia, pero fue derrotado en la batalla de Fotevik (Escania) y aunque pudo escapar, fue capturado posteriormente cerca de Vejle y ejecutado junto a ocho de sus hijos el 4 de junio de 1134. 
Harald Kesja se casó con Ragnhild, hija de Magnus III de Noruega. Fruto de esa relación tuvo seis hijos:
- Björn Haraldsen Järnsida (m. 1134), que se casó con Katarina, hija de Inge I de Suecia y padre de Cristina de Suecia. Murió ahogado en un accidente junto a su hermano Erico cerca de Schleswig.
- Eric Haraldsen (m. 1134), diácono.
- Magnus Haraldsen (m. 1134), ejecutado tras la batalla de Fotevik.
- Olaf Haraldsen, quien gobernó Escania y se posicionó contra Erico III de Dinamarca; fue derrotado y ejecutado en 1143.[4]

También tuvo ocho hijos ilegítimos que fueron todos decapitados junto a su padre tras la derrota en la batalla de Fotevik: 
- Canuto Haraldsen, pudo ser legítimo.
- Harald Haraldsen, pudo ser legítimo.
- Sivard Haraldsen.
- Eric Haraldsen.
- Sweyn Haraldsen.
- Niels Haraldsen.
- Benedict Haraldsen.
- Mistivint Haraldsen.

## Genealogía
|  |                                     |  |  |  |  |  |  |  |  |  |  |  |  |  |  |  |
|  | 16. Thorgil Sprakling               |  |  |  |  |  |  |  |  |  |  |  |  |  |  |  |
|  |                                     |  |  |  |  |  |  |  |  |  |  |  |  |  |  |  |
|  |                                     |  |  |  |  |  |  |  |  |  |  |  |  |  |  |  |
|  | 8. Ulf Thorgilsson, jarl            |  |  |  |  |  |  |  |  |  |  |  |  |  |  |  |
|  |                                     |  |  |  |  |  |  |  |  |  |  |  |  |  |  |  |
|  |                                     |  |  |  |  |  |  |  |  |  |  |  |  |  |  |  |
|  | 4. Svend II de Dinamarca            |  |  |  |  |  |  |  |  |  |  |  |  |  |  |  |
|  |                                     |  |  |  |  |  |  |  |  |  |  |  |  |  |  |  |
|  |                                     |  |  |  |  |  |  |  |  |  |  |  |  |  |  |  |
|  | 18. Svend I de Dinamarca            |  |  |  |  |  |  |  |  |  |  |  |  |  |  |  |
|  |                                     |  |  |  |  |  |  |  |  |  |  |  |  |  |  |  |
|  |                                     |  |  |  |  |  |  |  |  |  |  |  |  |  |  |  |
|  | 9. Estrid Svendsdatter              |  |  |  |  |  |  |  |  |  |  |  |  |  |  |  |
|  |                                     |  |  |  |  |  |  |  |  |  |  |  |  |  |  |  |
|  |                                     |  |  |  |  |  |  |  |  |  |  |  |  |  |  |  |
|  | 19. Sigrid la Altiva                |  |  |  |  |  |  |  |  |  |  |  |  |  |  |  |
|  |                                     |  |  |  |  |  |  |  |  |  |  |  |  |  |  |  |
|  |                                     |  |  |  |  |  |  |  |  |  |  |  |  |  |  |  |
|  | 2. Erico I de Dinamarca             |  |  |  |  |  |  |  |  |  |  |  |  |  |  |  |
|  |                                     |  |  |  |  |  |  |  |  |  |  |  |  |  |  |  |
|  |                                     |  |  |  |  |  |  |  |  |  |  |  |  |  |  |  |
|  | 5. (nombre de la madre desconocido) |  |  |  |  |  |  |  |  |  |  |  |  |  |  |  |
|  |                                     |  |  |  |  |  |  |  |  |  |  |  |  |  |  |  |
|  |                                     |  |  |  |  |  |  |  |  |  |  |  |  |  |  |  |
|  | 1. Harald Kesja                     |  |  |  |  |  |  |  |  |  |  |  |  |  |  |  |
|  |                                     |  |  |  |  |  |  |  |  |  |  |  |  |  |  |  |
|  |                                     |  |  |  |  |  |  |  |  |  |  |  |  |  |  |  |
|  | 3. (nombre de la madre desconocido) |  |  |  |  |  |  |  |  |  |  |  |  |  |  |  |
|  |                                     |  |  |  |  |  |  |  |  |  |  |  |  |  |  |  |
|  |                                     |  |  |  |  |  |  |  |  |  |  |  |  |  |  |  |